# Meet the Browns
Série Madea (en)
Affaire de femmes
(2006) Madea Goes to Jail
(2009)
Pour plus de détails, voir Fiche technique et Distribution.
Meet the Browns est un film américain réalisé par Tyler Perry et sorti en 2008.
Adapté de la pièce de théâtre du même nom (en) de Tyler Perry, il s'agit du troisième film de la série Madea (en).

## Synopsis
Brenda Brown-Davis, une mère célibataire, emmène ses enfants à l'enterrement de son père qu'elle n'a jamais connu.

## Fiche technique
- Titre : Meet the Browns
- Réalisation : Tyler Perry
- Scénario : Tyler Perry d'après sa pièce de théâtre
- Musique : Aaron Zigman
- Photographie : Sandi Sissel
- Montage : Maysie Hoy
- Production : Reuben Cannon et Tyler Perry
- Société de production : The Tyler Perry Company
- Société de distribution : Lionsgate (États-Unis)
- Pays :  États-Unis
- Genre : Comédie dramatique
- Durée : 100 minutes
- Dates de sortie : 
  -  États-Unis : 21 mars 2008

## Distribution
- Tyler Perry : Madea / Joe
- David Mann : M. Brown
- Tamela J. Mann : Cora Brown
- Angela Bassett : Brenda
- Lance Gross : Michael
- Chloe Bailey : Tosha
- Mariana Tolbert : Lena
- Rick Fox : Harry
- Sofía Vergara : Cheryl
- Irma P. Hall : Mildred
- Frankie Faison : L. B.
- Margaret Avery : Sarah
- Jenifer Lewis : Vera
- Lamman Rucker : Will
- Kris D. Lofton : Calvin
- Phillip Edward Van Lear : Michael, Sr.

## Accueil
Le film a reçu un accueil mitigé de la critique. Il obtient un score moyen de 45 % sur Metacritic.